# Microrregión de Santa Rita do Sapucaí
La microrregión de Santa Rita do Sapucaí es una de las  microrregiones del estado brasileño de Minas Gerais perteneciente a la mesorregión  sur y Sudoeste de Minas. Su población fue estimada en 2006 por el IBGE en 138.860 habitantes y está dividida en quince municipios. Posee un área total de 3.290,623 km².

## Municipios
- Cachoeira de Minas
- Careaçu
- Conceição das Pedras
- Conceição dos Ouros
- Cordislândia
- Heliodora
- Natércia
- Pedralva
- Santa Rita do Sapucaí
- São Gonçalo do Sapucaí
- São João da Mata
- São José do Alegre
- São Sebastião da Bela Vista
- Silvianópolis
- Turvolândia

- Datos: Q1856102